# Franz Courtens
Franz Courtens, född 4 februari 1854, död 2 januari 1943, var en belgisk konstnär.
Courtens målade i en koloristisk stil ljus- och luftmåleri, dock utan närmare påverkan av impressionismen. Museerna i Bryssel och Antwerpen har flera av Courtens bilder, varibland de främsta märks Allé i solsken, Vatten mellan träd, Återkomsten från kyrkan och Hyacintfält (den sistnämnda i München).

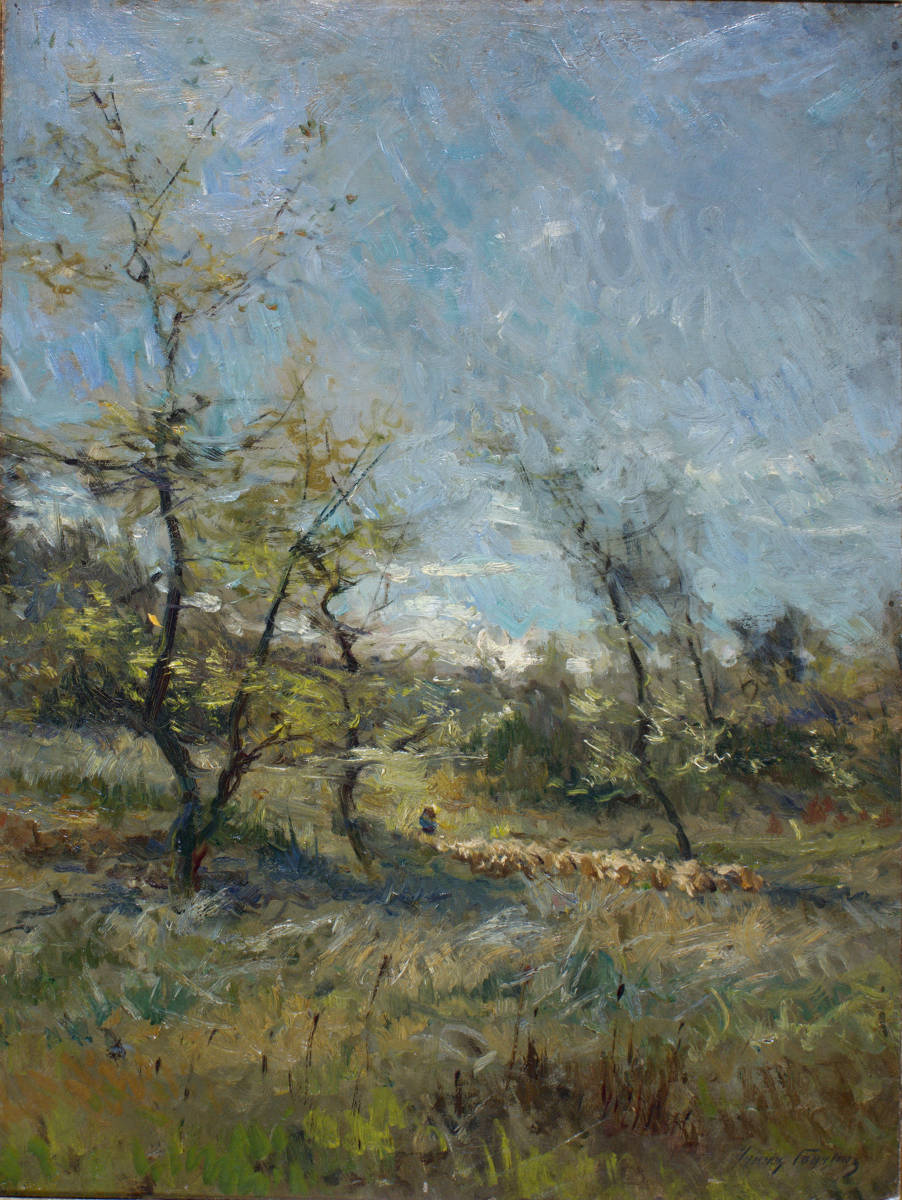
Kudde in de Kempen, ca. 1901
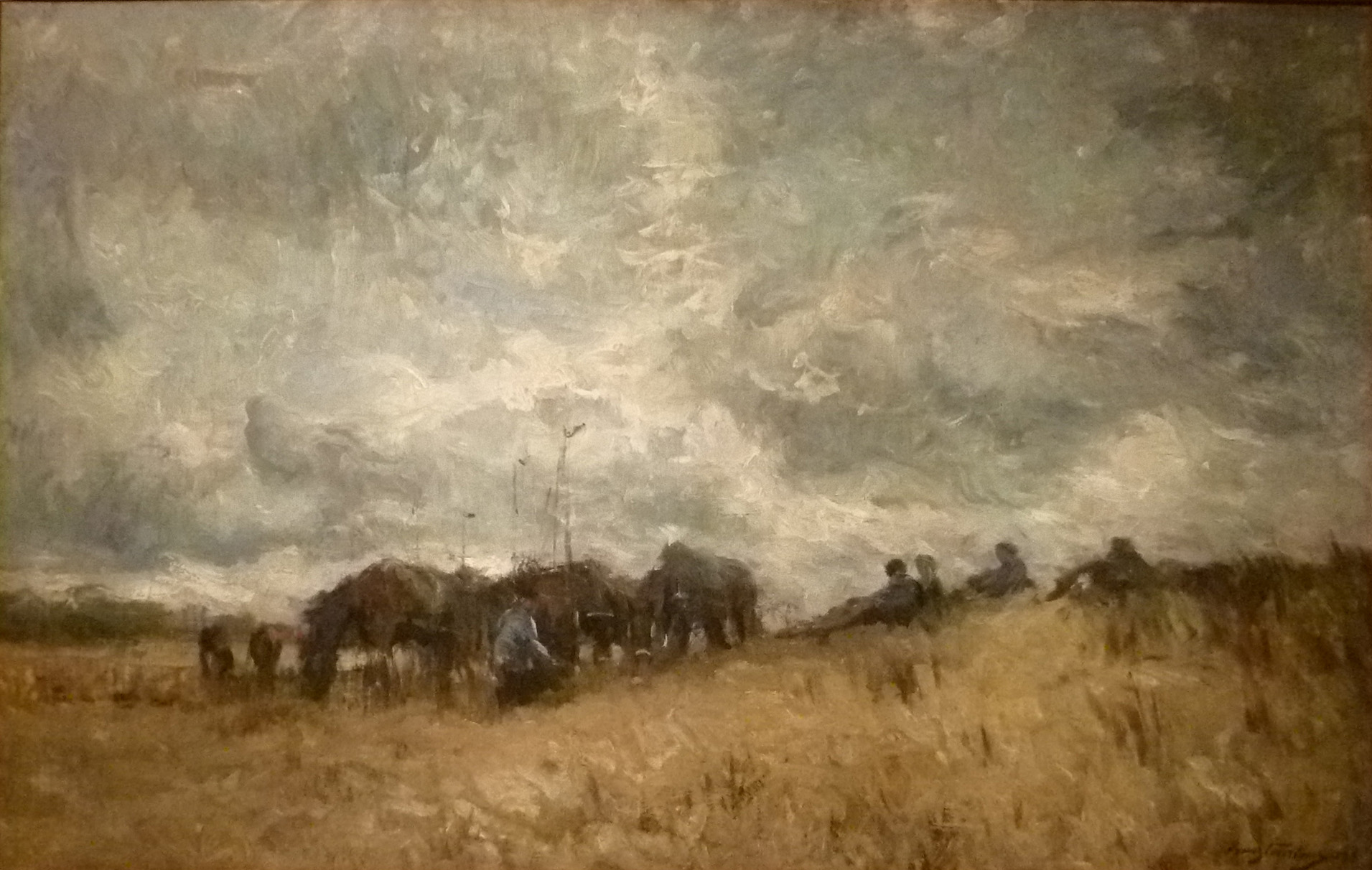
Rust in het duin
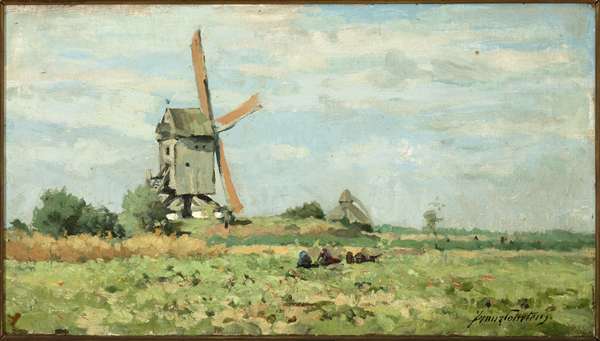
Landschap met molen
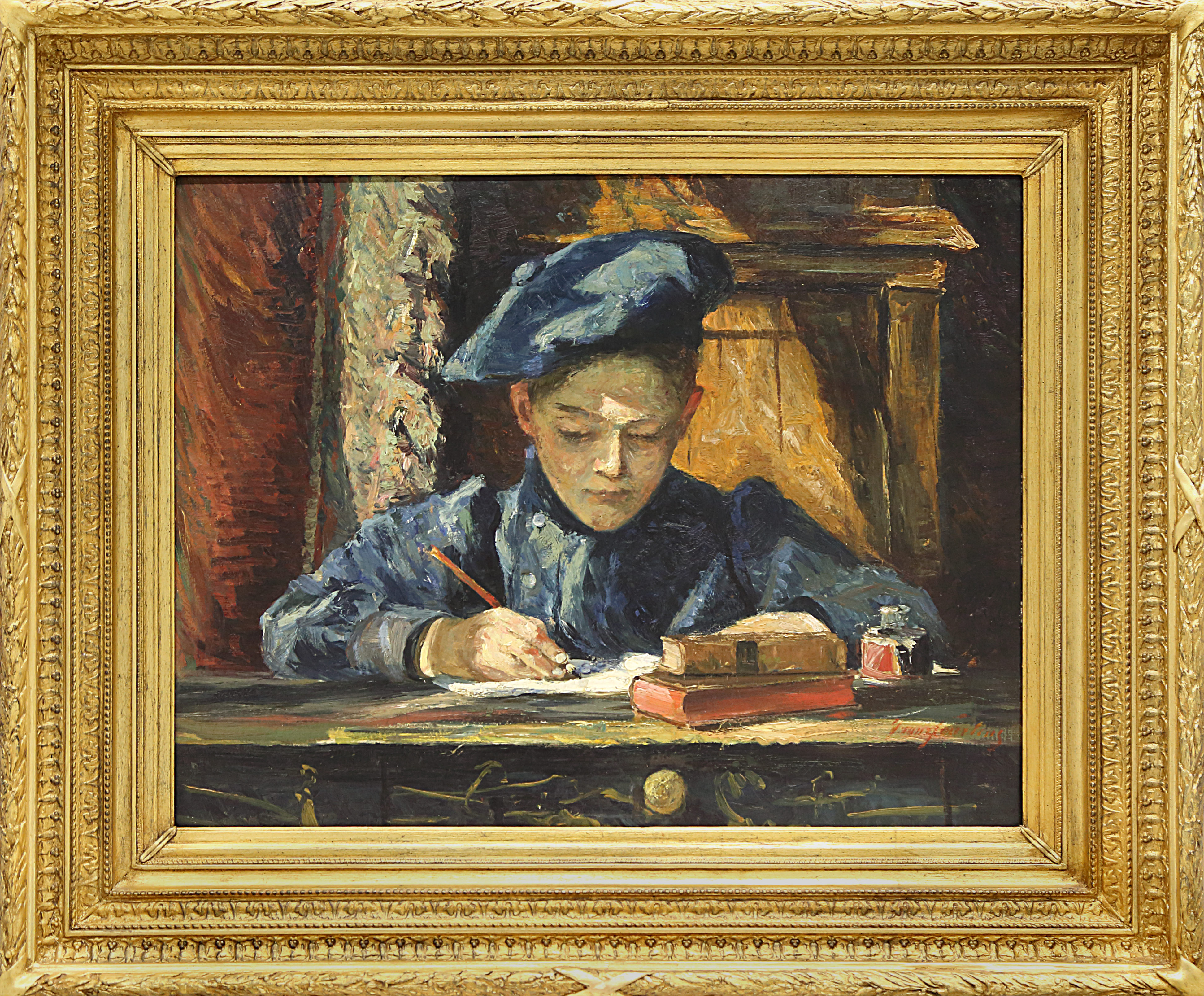
Le jeune étudiant
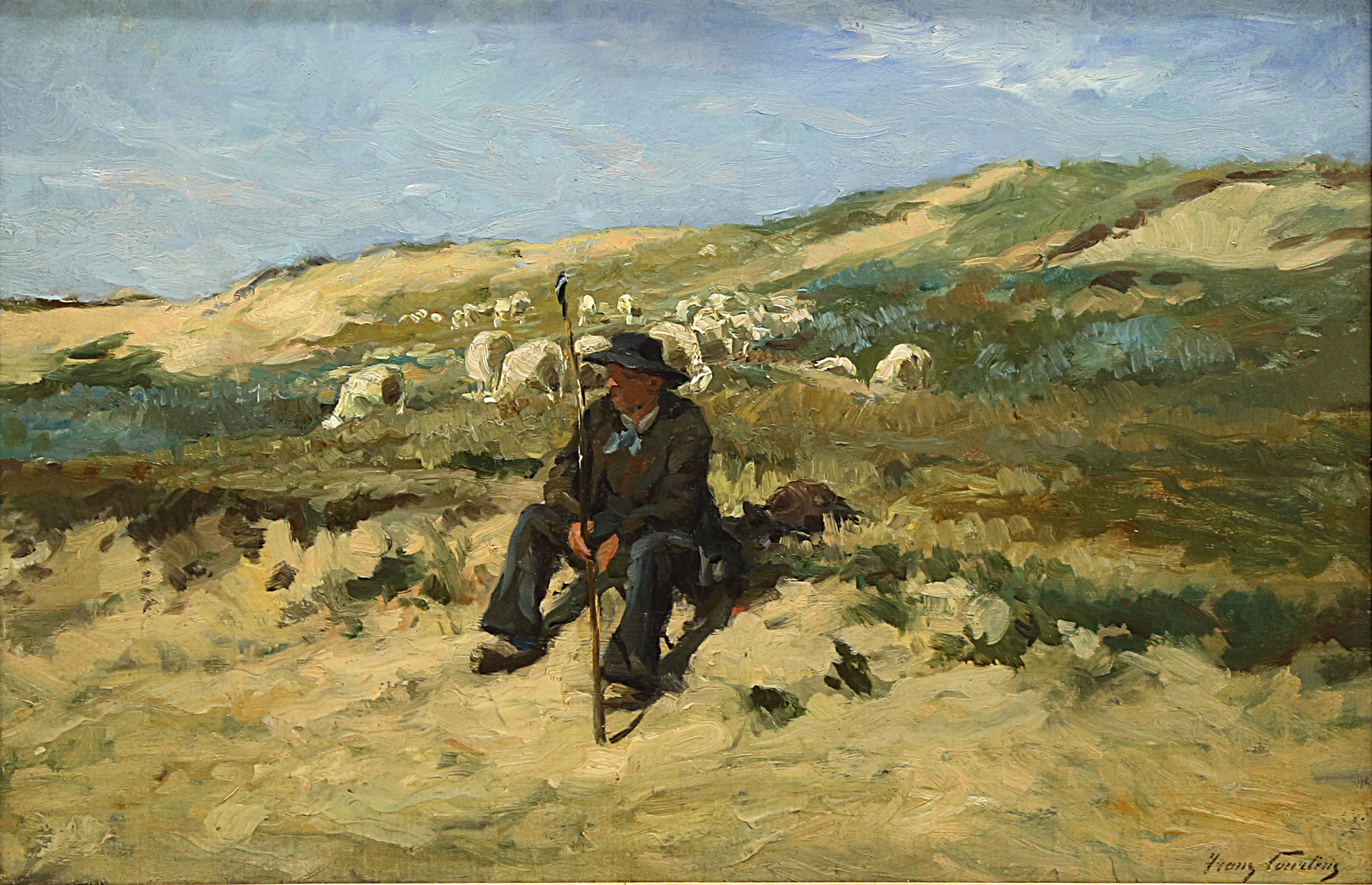
Der Hirte in der Düne